# توري بينسو
ماري فيكتوريا بينسو (مواليد 1986) هي حكم كرة قدم أمريكية بدأت مسيرتها المهنية في التحكيم في الدوري الوطني لكرة القدم للسيدات ثم انتقلت لاحقًا إلى الدوري الأمريكي لكرة القدم، حيث أصبحت في عام 2020 أول امرأة تحكم مباراة موسم عادية منذ 20 عامًا. كانت بينسو هي الحكم لنهائي كأس العالم للسيدات 2023، وهو أول نهائي لكأس العالم يضم حكمًا أمريكيًا.

## مسيرتها المهنية
نشأت بينسو في ستيوارت بولاية فلوريدا، وبدأت التحكيم في المدرسة الثانوية جنبًا إلى جنب مع إخوتها الأكبر سنًا. تمت دعوتها إلى معسكر تحكيم برنامج التطوير الأولمبي في ألاباما في سن 18 عامًا. تخرجت بينسو من جامعة ولاية فلوريدا في عام 2008 بدرجة التسويق الرقمي. عملت في التسويق لشركة كوكاكولا وريد بول حتى انتقلت إلى أوهايو لتحصل على درجة الماجستير في إدارة الأعمال في عام 2015 من جامعة كيس وسترن ريسرف.